# 弦楽四重奏曲第12番 (シューベルト)

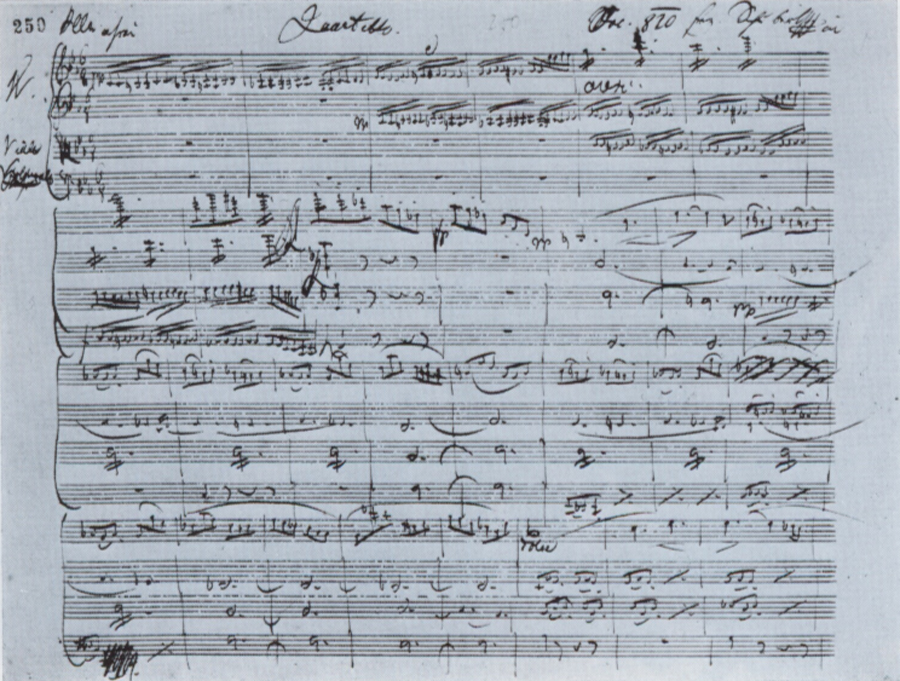
自筆譜の1ページ目

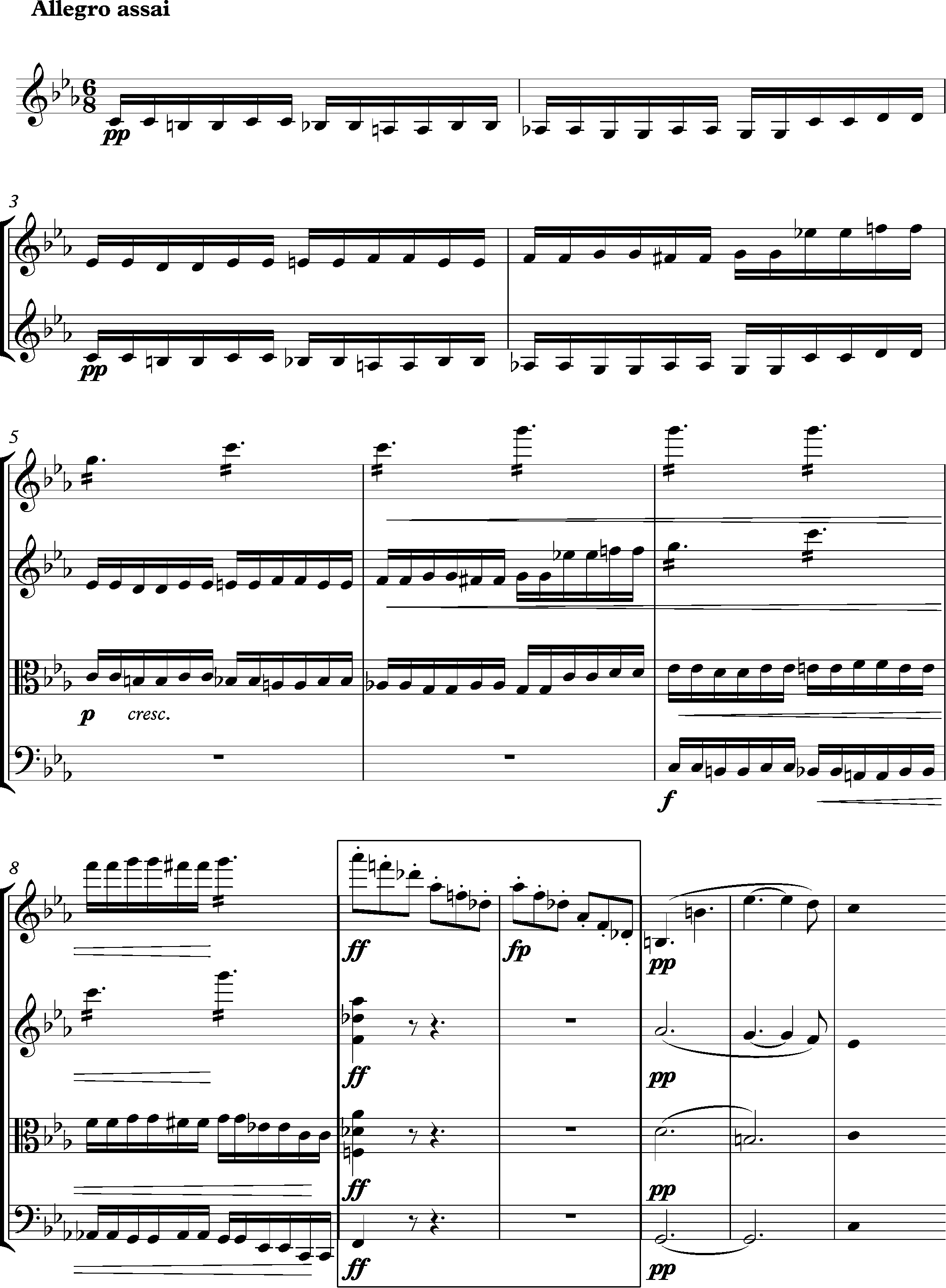
第1楽章 冒頭部分

弦楽四重奏曲第12番 ハ短調 D 703 は、フランツ・シューベルトが1820年12月に着手した弦楽四重奏曲。現存する12番目の弦楽四重奏曲に該当し、第1楽章のみが完成され、第2楽章はスケッチのみで放棄され未完に終わったため、『四重奏断章』（ドイツ語: Quartettsatz）とも呼ばれている。

## 概要
本作は1820年12月初旬に、イグナーツ・フォン・ソンライトナー宅で行われたシューベルティアーデの集会の直後に着手されているが、シューベルトが弦楽四重奏曲を作曲するのは1816年に作曲された前作『第11番 ホ長調』（作品125-2, D 353）から実に約4年ぶりのことであった（なお、本作は長らく1814年に作曲されたものだと考えられていたが、これはおそらくこの年に作曲された『弦楽四重奏断章 ハ短調』（D 103）と混同したものと考えられている）。
しかし、シューベルトは第1楽章を完成させた後、第2楽章の提示部の41小節目までを書き上げたところで筆をおき、そのまま作品を放棄した（この年のシューベルトは重大なアイデンティティ・クライシスに見舞われ、着手した大概の作品を同じように放棄している）。
後に作曲された『未完成交響曲』（D 759）と同様に、放棄された理由については多くの憶測が飛び交っているが、イギリスのヴィオリストであるバーナード・ショアは、シューベルトが別の作品のアイデアを思い付いたため本作の作曲を中断したが、その後二度と着手しないまま放棄したのだと推測している。また、ピアニストで音楽学者のハビエル・アレボラ（Javier Arrebola）も同様の推測をしているが、アレボラはシューベルトが第1楽章を作曲した後に、この第1楽章に続くアイデアを思い付くことが出来なかったために放棄したのだと推測している。
シューベルトは本作を放棄した後、またしばらくの間は弦楽四重奏曲の作曲を行っていないが、4年後の1824年にまたこのジャンルに着手し、『第13番 イ短調《ロザムンデ》』（作品29, D 804）を皮切りに、『第14番 ニ短調《死と乙女》』（D 810）、『第15番 ト長調』（作品161, D 887）と、後に傑作と呼ばれる作品を作曲することとなる。
シューベルトの死後、本作の自筆譜はシューベルトの兄フェルディナントが所有していたが、詳細は不明であるもののさまざまなルートを辿った後、最終的にヨハネス・ブラームスが所有することになった。
第1楽章の初演は、シューベルトが亡くなってから約40年後の1867年3月1日にウィーンにおいて、ヨーゼフ・ヘルメスベルガー1世率いるヘルメスベルガー弦楽四重奏団により行われ、1870年にはブラームスによって改訂された楽譜が『四重奏断章』として、ライプツィヒのバルトルフ・センフ社から出版されている。
現在でも完成されている第1楽章のみを演奏・録音されることが多いが、第2楽章も稀に演奏・録音がされることがある（ジュリアード弦楽四重奏団のCBSレコード盤など）。

## 曲の構成
演奏時間は約9分（第1楽章のみ）。本作は未完成の作品ながら、シューベルト後期の偉大な弦楽四重奏曲の先駆的な作品であり、劇的で気魄に富んだ表現は、シューベルトの以前の弦楽四重奏曲にはみられないものである。
- 第1楽章 アレグロ・アッサイ
ハ短調、8分の6拍子、自由なソナタ形式。
半音階的なトレモロ音形で始まる。形式的にはソナタ形式をかなり大胆に変形して用いており、ロンドソナタ形式にもいくぶん近い。
- 第2楽章 アンダンテ（未完成）
変イ長調、4分の3拍子。
41小節のみのスケッチ。